# Vauqueliniet

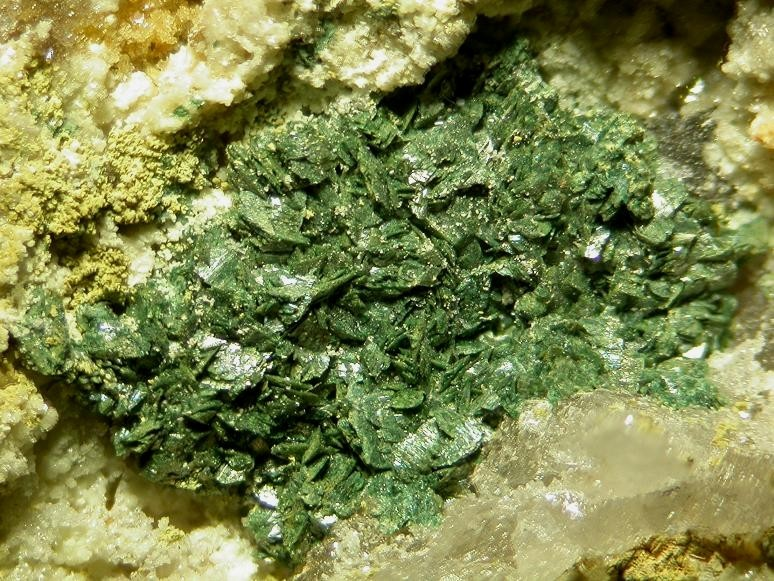
Vauqueliniet

Het mineraal vauqueliniet is een koper-lood-chromaat-fosfaat-hydroxide, met de formule CuPb2CrO4PO4OH.
Het mineraal werd in 1818 ontdekt in de Oeral, en is vernoemd naar Louis Vauquelin (1763-1829), een Frans scheikundige.
De kleur van het mineraal varieert van appelgroen en olijfgroen tot heel donkerbruin. Naast de Oeral kan het ook worden gevonden in Schotland, Brazilië, Tasmanië en de Verenigde Staten.